# Großsteingrab Schermen
Das Großsteingrab Schermen war eine mögliche megalithische jungsteinzeitliche Grabanlage bei Schermen, einem Ortsteil von Möser im Landkreis Jerichower Land, Sachsen-Anhalt. Es wurde wohl spätestens im 19. Jahrhundert zerstört. Eine Beschreibung der Anlage liegt nicht vor, ihre mögliche Existenz ist nur durch die Bezeichnung „Hühnerberg“ auf einem historischen Messtischblatt belegt.